# Нова Аполонија
Нова Аполонија (грч. Νέα Απολλωνία, Неа Аполонија) је насељено место у општини Бешичко Језеро у периферији Средишња Македонија, Грчка. Према попису из 2021. године било је 1.572 становника.
Према бугарском географу и историчару, Василу Канчову, у Новој Аполонији је 1900. године живело 800 Турака.
Године 1924. турско становништво је принудно исељено у Турску а на њихово место су се населиле грчке избегличке породице, којих је на попису из 1928. године било 906. Село се раније звало Етри Буџак.